# Discografia de Demi Lovato
A discografia de Demi Lovato, uma cantora e compositora estado-unidense, consiste em oito álbuns de estúdio, um álbum de remixes, três ao vivo, três extended play (EP) e cinqueta e três singles, além de participações em três trilhas sonoras e em diversos singles derivados delas. Demi Lovato tem seus álbuns gravados pela Hollywood Records e distribuídos pela Disney Music Group. O primeiro lançamento oficial de Demi como cantora foi através da trilha sonora do filme original do Disney Channel Camp Rock, onde também atuou como atriz principal, em 17 de junho de 2008. O dueto de Lovato com Joe Jonas, "This Is Me", foi lançado como single da trilha sonora do filme e alcançou o nono lugar na Billboard Hot 100 e entre os vinte melhores em vários mercados internacionais. Alguns meses mais tarde, em 12 de agosto de 2008, depois de assinar com a Hollywood Records, Lovato lançou seu primeiro single solo, "Get Back", que chegou ao número 43 nos Estados Unidos. E em 23 de setembro de 2008, Demi lançou seu primeiro álbum solo, Don't Forget, que debutou na segunda posição da Billboard 200, dos Estados Unidos, vendendo 89.000 cópias em sua primeira semana. O segundo single, "'La La Land", chegou ao número 52 nos EUA e no top 40 no Reino Unido e na Irlanda. Já o terceiro e último single, "Don't Forget", chegou ao número 41 nos EUA. Don't Forget vendeu mais de 900.000 cópias nos Estados Unidos e foi certificado como ouro pela Associação da Indústria de Gravação da América (RIAA).
Em 21 de julho de 2009, foi lançado seu segundo álbum de estúdio, Here We Go Again, que alcançou a primeira posição da Billboard 200, vendendo na primeira semana 108.000 unidades, e desde então vendeu 890.000 nos EUA, também sendo certificado pela RIAA. No Brasil, o álbum atingiu o vigésimo posto da lista de vendas publicada pela Associação Brasileira de Produtores de Discos. Lovato realizou uma turnê para divulgação do álbum, denominada Summer Tour 2009, entre junho e agosto de 2009. Foram lançados dois singles desse álbum, o primeiro "Here We Go Again", que atingiu o número 15 na Billboard Hot 100 e o segundo, "Remember December".
Seu terceiro álbum de estúdio, Unbroken, foi lançado em 19 de setembro de 2011 na Nova Zelândia e no dia seguinte nos Estados Unidos. O álbum entrou na Billboard 200 na quarta posição, com 97.000 cópias vendidas. Desde então, vendeu 1,027.000 cópias nos EUA. O primeiro single, "Skyscraper", alcançou o top 10 da Billboard Hot 100 nos Estados Unidos, Reino Unido e Nova Zelândia. Tornando-se o primeiro single com certificado platina pela RIAA de Lovato. "Give Your Heart a Break" foi lançado como o segundo single do Unbroken em janeiro de 2012, alcançando o top 20 nos Estados Unidos e adquirindo certificado de tripla platina nos Estados Unidos
Seu quarto álbum de estúdio, "Demi", foi lançado em maio de 2013 e estreou no terceiro lugar da Billboard 200. O primeiro single do álbum, "Heart Attack", alcançou o top 10 nos EUA, Canadá, Irlanda, Nova Zelândia e Reino Unido, vendendo 215.000 em sua primeira semana, tornando-se o single mais rápido a ser certificado em platina dupla no país. O álbum também gerou outros singles "Made in the USA", "Neon Lights" e "Really Don't Care", com os dois últimos chegando aos 40 melhores de vários países do mundo e sendo certificados como platina nos Estados Unidos. Lovato também colaborou com The Vamps em uma faixa chamada "Somebody to You" e com Olly Murs em outra faixa chamada "Up". Ambas as faixas atingiram o número quatro nas paradas do Reino Unido, com a última sendo certificada platina no país.
O quinto álbum de estúdio de Lovato, "Confident", foi lançado em 16 de outubro de 2015 e estreou no segundo lugar na Billboard 200, com vendas na primeira semana de 77.000 cópias, sendo nomeado como Melhor Álbum de Pop Vocal na 59º edição do Grammy Awards. O primeiro single do álbum, "Cool for the Summer", chegou ao número onze nos EUA e foi certificado como platina dupla no país. O segundo single, "Confident", alcançou o número 21 no Hot 100 e também recebeu certificado de platina nos EUA. Já o terceiro single do álbum, "Stone Cold", foi certificado como ouro, assim como o álbum. Demi colaborou com a banda Fall Out Boy, que lançou um remix de sua música "Irresistible". E mais tarde, se juntou a Brad Paisley em uma música chamada "Without a Fight". Demi também lançou uma faixa, intitulada "Body Say", que não pertencia a nenhum álbum e chegou a atingir o número 84 no Hot 100.
Em Agosto de 2017, os cinco álbuns da cantora haviam totalizado 18,9 milhões em vendas, enquanto seus singles mais de 61,6 milhões em vendas, de acordo com ATRL, que no total havia totalizado mais de 80 milhões de discos e singles vendidos em pure sales. No Reino Unido, vendeu 2,350 mi de faixas e 460 mil álbuns até Agosto de 2017.
Antes do lançamento de seu sexto álbum de estúdio, Demi Lovato colaborou com Cheat Codes em "No Promises", que chegou ao número trinta e oito no Hot 100 e adquiriu certificado de platina nos EUA e com Jax Jones e Stefflon Don em "Instruction", que atingiu o número treze no Reino Unido.
Em 29 de setembro de 2017, Demi lançou seu sexto álbum, o Tell Me You Love Me que alcançou o top cinco nos EUA, Canadá, Espanha e Reino Unido e tornou-se o primeiro álbum de Lovato a receber certificado de platina nos EUA. O single principal do álbum, "Sorry Not Sorry", alcançou o top 10 nos EUA, Austrália, Irlanda, Nova Zelândia e Reino Unido, e foi certificado como tripla platina nos EUA. A faixa-título do álbum atingiu o número cinquenta e três no Hot 100 e foi certificada em platina pela RIAA.
Após esses lançamentos, Demi colaborou com Luis Fonsi em "Échame la Culpa", que recebeu três certificados de platina nos EUA, no programa latino da RIAA, e alcançou o topo das paradas em vários países, com DJ Khaled em "I Believe", para a trilha sonora do filme "Uma Dobra no Tempo". Com Christina Aguilera em "Fall in Line", single do álbum Liberation, e com o trio Clean Bandit em "Solo", que atingiu o topo das paradas britânicas e foi certificada prata no país.
Em 21 de junho de 2018, Demi lançou "Sober" e em 24 de junho realizou a primeira performance da música durante o Rock in Rio Lisboa, que fez parte de sua turnê mundial Tell Me You Love Me. Em 2021, Lovato lançou seu sétimo álbum de estúdio Dancing with the Devil... The Art of Starting Over , que alcançou a segunda posição na Billboard 200 e na parada do Reino Unido. Em agosto de 2022, Lovato lançou seu oitavo álbum de estúdio Holy Fvck.

## Álbuns

### Álbuns de estúdio
| Don't Forget                                                                                                  | - Lançamento: 23 de Setembro de 2008 - Gravadora: Hollywood - Formatos: CD, download digital                                                     | 2 | 161 | —  | 9  | 84 | 77 | 34 | 4 | 10 | 120 | - : 1,792,000 - : 954,000 - : 40,000                           | - : Ouro - : Ouro                                     |
| Here We Go Again                                                                                              | - Lançamento: 21 de Julho de 2009 - Gravadora: Hollywood - Formatos: CD, download digital                                                        | 1 | 40  | 88 | 5  | —  | 96 | 10 | 4 | 1  | 199 | - : 1,467,000 - : 890,000 - : 60,000                           | - : Ouro - : Ouro                                     |
| Unbroken | - Lançamento: 20 de Setembro de 2011 - Gravadora: Hollywood - Formatos: CD, download digital                                                     | 4 | 20  | 25 | 4  | 44 | 22 | 3  | 1 | 1  | 45  | - : 2,990,000 - : 1,000,000 - : 43,000                         | - : Ouro - : Ouro                                     |
| Demi | - Lançamento: 10 de Maio de 2013 - Re-lançamento (Deluxe Edition): 1 de Dezembro de 2014 - Gravadora: Hollywood - Formatos: CD, download digital | 3 | 14  | 19 | 1  | 5  | 4  | 7  | 1 | 1  | 10  | - : 5,636,000 - : 1,400,000 - : 220,000                        | - : Platina - : Ouro - : Ouro - : Diamante - : Ouro   |
| Confident | - Lançamento: 16 de Outubro de 2015 - Gravadoras: Hollywood, Island, Safehouse - Formatos: CD, download digital                                  | 2 | 3   | 3  | 1  | 3  | 7  | 2  | 2 | 1  | 6   | - : 5.820,000 - : 1,300,000 - : 160,000                        | - : Platina - : 3× Platina - : Ouro                   |
| Tell Me You Love Me                                                                                           | - Lançamento: 29 de Setembro de 2017 - Gravadoras: Hollywood, Island, Safehouse - Formatos: CD, download digital                                 | 3 | 8   | 10 | 4  | 7  | 12 | 6  | 1 | 1  | 5   | - : 7,300,000 - : 2,100,000 - : 120,000 - : 50,000 - : 120,000 | - : Platina - : Ouro - : Ouro - : Ouro - : 2× Platina |
| Dancing with the Devil... The Art of Starting Over                                                            | - Lançamento: 2 de Abril de 2021 - Gravadora: Island - Formatos: CD, download digital                                                            | 2 | 8   | 5  | 6  | 8  | 36 | 12 | — | —  | 2   | *: 1,702,000 - : 730,000                                       | *:40,000                                              |
| Holy Fvck | - Lançamento: 19 de Agosto de 2022 - Gravadora: Island - Formatos: CD, download digital                                                          | 7 | 47  | 14 | 45 | 89 | —  | 36 | — | —  | 7   | *: 580,000 - : 320,000                                         | *: 40,000                                             |
| "—" denota um lançamento que não foi lançado no território ou não conseguiu entrar na tabela musical do país. | |   |     |    |    |    |    |    |   |    |     |                                                                |                                                       |

### Álbuns de Remix
| Álbum | Detalhes                                                                                                 | Charts | Charts |
| Álbum | Detalhes                                                                                                 | US     | UK     |
| --- | --- | ------ | ------ |
| Revamped | - Lançamento: 15 de Setembro de 2023 - Gravadora: Island - Formatos: CD, LP, digital download, streaming | 60     | 59     |
| "—" denota um lançamento que não foi lançado no território ou não conseguiu entrar na tabela musical do país. | |        |        |

### Trilhas Sonoras
| Camp Rock | - Lançamento: 17 de Junho de 2008 - Editoras: Walt Disney - Formatos: CD, download digital  | 3 | 13 | —  | 2 | 23 | 9  | 5  | 2 | 32 | 13 | - : 3,493,000 - : 1,000,000 - : 170,000 - : 100,000 - : 60,000 | - Platina - Ouro - Platina - Ouro - Prata - : Diamante (elegivel) |
| Camp Rock 2: The Final Jam                                                                                    | - Lançamento: 10 de Agosto de 2010 - Editoras: Walt Disney - Formatos: CD, download digital | 3 | 58 | 10 | 4 | 39 | 28 | 22 | 4 | 45 | —  | - : 1,131,000 - : 500,000 - : 20,000 - : 25,000 - : 60,000     | - Ouro - Prata - : Ouro                                           |
| "—" denota um lançamento que não foi lançado no território ou não conseguiu entrar na tabela musical do país. |                                                                                             |   |    |    |   |    |    |    |   |    |    |                                                                |                                                                   |

### Álbuns ao vivo
| Álbum                    | Detalhes                                                                                     |
| ------------------------ | -------------------------------------------------------------------------------------------- |
| Be Like A Pop Star       | - Lançamento: 26 de Agosto de 2008 - Gravadora: Well Go USA - Formato: DVD, download digital |
| Live: Walmart Soundcheck | - Lançamento: 10 de Setembro de 2009 - Gravadora: Hollywood - Formato: DVD, download digital |
| Live: Walmart Soundcheck | - Lançamento: 2010 - Gravadora: Hollywood - Formato: DVD, download digital                   |
| Live: Walmart Soundcheck | - Lançamento: 2013 - Gravadora: Hollywood - Formato: DVD, download digital                   |

### Extended plays
| Álbum                            | Detalhes                                                                                           |
| -------------------------------- | -------------------------------------------------------------------------------------------------- |
| iTunes Live from London          | - Lançamento: 17 de Maio de 2009 - Gravadora: Hollywood - Formato: Download digital                |
| Live: Walmart Soundcheck         | - Lançamento: 10 de Setembro de 2009 - Gravadora: Hollywood - Formato: CD, download digital        |
| Spotify Sessions (Live from NYC) | - Lançamento: 8 de Janeiro de 2016 - Gravadoras: Hollywood, Island, Safehouse - Formato: Streaming |

## Singles

### Como artista principal
| Canção | Ano  | Melhores posições nas tabelas | Melhores posições nas tabelas | Melhores posições nas tabelas | Melhores posições nas tabelas | Melhores posições nas tabelas | Melhores posições nas tabelas | Melhores posições nas tabelas | Melhores posições nas tabelas | Melhores posições nas tabelas | Melhores posições nas tabelas | Melhores posições nas tabelas | Vendas | Certificações (milhares de vendas) | Álbum                                                                                   |
| Canção | Ano  | EUA                           | BRA                           | AUS                           | CAN                           | FRA                           | IRL                           | ITA                           | NZL                           | ESC                           | SUE                           | UK                            | Vendas | Certificações (milhares de vendas) | Álbum                                                                                   |
| --- | ---- | ----------------------------- | ----------------------------- | ----------------------------- | ----------------------------- | ----------------------------- | ----------------------------- | ----------------------------- | ----------------------------- | ----------------------------- | ----------------------------- | ----------------------------- | --- | --- | --------------------------------------------------------------------------------------- |
| "This Is Me" (com Joe Jonas) | 2008 | 9                             | 3                             | 46                            | 16                            | —                             | 27                            | 25                            | —                             | 68                            | —                             | 33                            | - : +1,450,000 - : +945,000 | | Camp Rock                                                                               |
| "Get Back" | 2008 | 43                            | —                             | —                             | 93                            | —                             | —                             | —                             | —                             | —                             | —                             | —                             | - : +800,000 - : +586,000 | | Don't Forget                                                                            |
| "La La Land" | 2009 | 52                            | —                             | 76                            | —                             | —                             | 30                            | —                             | —                             | 18                            | —                             | 35                            | - : +1,460,000 - : +935,000 | | Don't Forget                                                                            |
| "Don't Forget" | 2009 | 41                            | —                             | —                             | 76                            | —                             | —                             | —                             | —                             | —                             | —                             | —                             | - : +1,525,000 - : +1,100,000 | | Don't Forget                                                                            |
| "Here We Go Again" | 2009 | 15                            | 20                            | —                             | 61                            | —                             | —                             | —                             | 38                            | —                             | —                             | —                             | - : +1,300,000 - : +1,000,000 | - : Platina | Here We Go Again                                                                        |
| "Remember December" | 2010 | —                             | —                             | —                             | —                             | —                             | —                             | —                             | —                             | 70                            | —                             | 80                            | - : +400,000 | | Here We Go Again                                                                        |
| "Wouldn't Change a Thing" (com participação de Joe Jonas ou Stanfour) | 2010 | —                             | —                             | —                             | 90                            | —                             | —                             | —                             | —                             | 57                            | —                             | 71                            | - : +250,000 | | Camp Rock 2: The Final Jam                                                              |
| "Skyscraper" | 2011 | 10                            | 8                             | 45                            | 18                            | —                             | 15                            | —                             | 9                             | 6                             | —                             | 7                             | - : 6,400,000 - : 2,600,000 - : +400,000 - : 70.000 - : 70.000 - : 27.000 - : 9.500 - : 7.500                                                                      | - : 2× Platina - : Platina - : Ouro - : Ouro | Unbroken                                                                                |
| "Give Your Heart a Break" | 2012 | 16                            | 46                            | —                             | 19                            | 162                           | —                             | —                             | 9                             | —                             | —                             | 194                           | - : 6,010,000 - : 3,800,000 - : 52,000 - : 100,000 - : 15,000 - : 7,500                                                                                            | - : 3× Platina - : Platina - : Ouro | Unbroken                                                                                |
| "Heart Attack" | 2013 | 10                            | 8                             | 41                            | 7                             | 69                            | 3                             | 25                            | 9                             | 3                             | 52                            | 3                             | - : 7,300,000 - : 3,100,000 - : 407,000 - : 220,000 - : 110,000 - : 85,000 - : 70,000 - : 60,000 - : 50,000 - : 30,000 - : 30,000 - : 25,000 - : 15,000 - : 15,000 | - : 3× Platina - : 2× Platina - : Platina - : Platina - : Platina - : Ouro - : Ouro - : Ouro - : Ouro                                                                  | Demi                                                                                    |
| "Made in the USA" | 2013 | 80                            | —                             | —                             | —                             | —                             | 50                            | 100                           | —                             | 61                            | —                             | 89                            | - : +1,025,000 - : 540,000 | - : Ouro | Demi                                                                                    |
| "Neon Lights" | 2013 | 36                            | 22                            | —                             | 40                            | —                             | 67                            | —                             | 12                            | 9                             | —                             | 15                            | - : +2,335,000 - : 1,850,000 - : 7,500 | - : Platina - : Ouro | Demi                                                                                    |
| "Really Don't Care" (com participação de Cher Lloyd) | 2013 | 26                            | 76                            | 81                            | 24                            | —                             | 82                            | —                             | 36                            | 50                            | —                             | 92                            | - : +2,375,000 - : 1,750,000 | - : Platina | Demi                                                                                    |
| "Let It Go" | 2013 | 38                            | 31                            | 25                            | 31                            | 131                           | 34                            | 15                            | 13                            | 32                            | 25                            | 42                            | - : 8,710,000 - : 3,500,000 - : 360,000 - : 80,000 - : 70,000 - : 50,000 - : 40,000 - : 30,000 - : 15,000                                                          | - : 3× Platina - : Platina - : Platina - Platina - Platina - : Platina - : Ouro - : Ouro - : Prata                                                                     | Frozen                                                                                  |
| "Cool for the Summer" | 2015 | 11                            | 4                             | 20                            | 14                            | 64                            | 18                            | 52                            | 9                             | 3                             | 63                            | 7                             | - : 6,980,000 - : 3,500,000 - : 415,000 - : 300,000 - : 130,000 - : 120,000 - : 45,000 - : 25,000 - : 20,00 - 7,500                                                | - : 3× Platina - : Platina - : Platina - : Ouro - : Ouro - : Ouro - : Ouro - : Prata - : Diamante (elegivel)                                                           | Confident                                                                               |
| "Confident" | 2015 | 21                            | 22                            | 35                            | 26                            | 104                           | 61                            | 84                            | 27                            | 27                            | 67                            | 65                            | - : 5,430,000 - : 2,600,000 - : 140,000 - : 290,000 | - : 2× Platina - : Platina - : Prata | Confident                                                                               |
| "Stone Cold" | 2016 | —                             | —                             | —                             | 79                            | —                             | —                             | —                             | —                             | —                             | —                             | —                             | - : 4,260,000 - : 2,080,000 - : 30,000 - : 20,000 | - : 2× Platina | Confident                                                                               |
| "Body Say" | 2016 | 84                            | —                             | —                             | 59                            | 135                           | —                             | —                             | —                             | —                             | 71                            | 188                           | - : 3,370,000 - : 810,000 - : 45,000 - : 35,000 - : 70,000 - : 60,000                                                                                              | - : Ouro - : Ouro | Não adicionado à nenhum álbum                                                           |
| "Sorry Not Sorry" | 2017 | 6                             |                               | 8                             | 18                            | 55                            | 8                             | 58                            | 6                             | 12                            | 34                            | 9                             | - : 14,190,000 - : 6,900,000 - : 974,276 - : 395,000 - : 300,000 - : 310,000 - : 90,000 - : 80,000 - : 45,000                                                      | - : 6× Platina - : 2× Platina - : Diamante - : 3× Platina - : 3× Platina - : 2× Platina - : 2× Platina - : Ouro                                                        | Tell Me You Love Me                                                                     |
| "Tell Me You Love Me" | 2017 | 53                            |                               | —                             | 32                            | 185                           | 92                            | —                             | —                             | 58                            | —                             | 85                            | - : 7,688,000 - : 2,800,000 - : 50,000 - : 50,000 - : 35,000 | - : 2× Platina - : Platina - : Ouro | Tell Me You Love Me                                                                     |
| "Échame la Culpa" (com Luis Fonsi) | 2017 | 47                            | 47                            | 80                            | 35                            | 18                            | 40                            | 6                             | —                             | 25                            | 46                            | 6                             | - : 12,960,000 - : 4,400,000 - : 240,000 - : 150,000 - : 150,000 - : 120,000 - : 80,000 - : 80,000 - : 50,000 - : 20,000 - : 20,000 - : 15,000                     | - : 4× Platina (Latin) - : 5× Platina - : 4× Platina - : 3× Platina - : 2× Platina - : 2× Platina - : 2× Platina - : 2× Platina - : 2× Platina - : Platina - : Platina | Vida                                                                                    |
| "Sober" | 2018 | 50                            | —                             | 50                            | 54                            | 90                            | 82                            | —                             | —                             | 24                            | 90                            | 63                            | - : 1,500,000 - : 600,000 | - : Ouro | Não adicionado à nenhum álbum                                                           |
| "Anyone" | 2020 | 34                            | —                             | 64                            | —                             | 71                            | —                             | —                             | —                             | —                             | —                             | —                             | | - RIAA: Gold | Dancing with the Devil... The Art of Starting Over                                      |
| "I Love Me" | 2020 | 18                            | 73                            | 30                            | 89                            | 30                            | —                             | —                             | —                             | 65                            | 35                            | —                             | | - RIAA: Platinum - ARIA: Gold | Não adicionado à nenhum álbum                                                           |
| "I'm Ready" (com Sam Smith) | 2020 | 36                            | 25                            | 30                            | 66                            | 13                            | 70                            | 31                            | 28                            | 35                            | 20                            | —                             | | - RIAA: Gold - ARIA: Platinum - BPI: Silver - MC: Gold | Não adicionado à nenhum álbum                                                           |
| "OK Not to Be OK" (com Marshmello) | 2020 | 36                            | 47                            | 41                            | —                             | 43                            | —                             | —                             | —                             | 51                            | 42                            | —                             | | | Não adicionado à nenhum álbum                                                           |
| "Still Have Me" | 2020 | —                             | —                             | —                             | —                             | —                             | —                             | —                             | —                             | —                             | —                             | —                             | | | Não adicionado à nenhum álbum                                                           |
| "Commander in Chief" | 2020 | —                             | —                             | —                             | —                             | —                             | —                             | —                             | —                             | —                             | —                             | —                             | | | Não adicionado à nenhum álbum                                                           |
| "What Other People Say" (com Sam Fischer) | 2021 | —                             | 39                            | 89                            | —                             | 60                            | —                             | —                             | 37                            | —                             | 58                            | —                             | | - ARIA: Platinum | Dancing with the Devil... the Art of Starting Over and I Love You, Please Don't Hate Me |
| "Dancing with the Devil" | 2021 | 56                            | —                             | 49                            | —                             | 46                            | —                             | —                             | —                             | —                             | 50                            | —                             | | - RIAA: Gold | Dancing with the Devil... the Art of Starting Over                                      |
| "Met Him Last Night" (com Ariana Grande) | 2021 | 61                            | 52                            | 48                            | —                             | 32                            | —                             | 39                            | —                             | 88                            | 44                            |                               | | | Dancing with the Devil... the Art of Starting Over                                      |
| "Skin of My Teeth" | 2022 | —                             | —                             | —                             | —                             | —                             | —                             | —                             | —                             | —                             | —                             | —                             | | | Holy Fvck                                                                               |
| "Substance" | 2022 | —                             | —                             | —                             | —                             | —                             | —                             | —                             | —                             | —                             | —                             | —                             | | | Holy Fvck                                                                               |
| "29" | 2022 | 96                            | —                             | 95                            | —                             | —                             | —                             | —                             | —                             | —                             | —                             | —                             | | | Holy Fvck                                                                               |
| "Still Alive" | 2023 | —                             | —                             | —                             | —                             | —                             | —                             | —                             | —                             | —                             | —                             | —                             | | | Scream VI                                                                               |
| "Heart Attack (Rock Version)" | 2023 | —                             | —                             | —                             | —                             | —                             | —                             | —                             | —                             | —                             | —                             | —                             | | | Revamped                                                                                |
| "Cool for the Summer (Rock Version)" | 2023 | —                             | —                             | —                             | —                             | —                             | —                             | —                             | —                             | —                             | —                             | —                             | | | Revamped                                                                                |
| "Swine" | 2023 | —                             | —                             | —                             | —                             | —                             | —                             | —                             | —                             | —                             | —                             | —                             | | | Não adicionado à nenhum álbum                                                           |
| "Penhasco2" (com Luísa Sonza) | 2023 | —                             | —                             | —                             | —                             | —                             | —                             | —                             | —                             | —                             | —                             | —                             | | | Escândalo Íntimo                                                                        |
| "Chula" (com Grupo Firme) | 2024 | —                             | —                             | —                             | —                             | —                             | —                             | —                             | —                             | —                             | —                             | —                             | | - RIAA: Gold (Latin) | Não adicionado à nenhum álbum                                                           |
| "Fast" | 2025 | TBA                           | TBA                           | TBA                           | TBA                           | TBA                           | TBA                           | TBA                           | TBA                           | TBA                           | TBA                           | TBA                           | TBA | TBA | TBA                                                                                     |
| "—" denota singles que não posicionaram nas paradas musicais ou não foram lançados na região. |      |                               |                               |                               |                               |                               |                               |                               |                               |                               |                               |                               | | |                                                                                         |
| Desde maio de 2013, o padrão de certificação da RIAA foi alterado e passou a aceitar o uso de streams e áudio On-Demand em sua contagem, por este motivo, todas as vendas adicionadas aqui são Sales Plus Stream. |      |                               |                               |                               |                               |                               |                               |                               |                               |                               |                               |                               | | |                                                                                         |

### Como artista convidada
| Canção                                                                  | Ano  | Melhores posições nas tabelas | Melhores posições nas tabelas | Melhores posições nas tabelas | Melhores posições nas tabelas | Melhores posições nas tabelas | Melhores posições nas tabelas | Melhores posições nas tabelas | Melhores posições nas tabelas | Melhores posições nas tabelas | Melhores posições nas tabelas | Vendas | Certificações (milhares de vendas) | Álbum                                       |
| Canção                                                                  | Ano  | EUA                           | AUS                           | CAN                           | FRA                           | ALE                           | IRL                           | ITA                           | NZL                           | ESC                           | UK                            | | Certificações (milhares de vendas) | Álbum                                       |
| ----------------------------------------------------------------------- | ---- | ----------------------------- | ----------------------------- | ----------------------------- | ----------------------------- | ----------------------------- | ----------------------------- | ----------------------------- | ----------------------------- | ----------------------------- | ----------------------------- | --- | --- | ------------------------------------------- |
| "We Rock" (com o elenco de Camp Rock)                                   | 2008 | 33                            | —                             | —                             | —                             | —                             | —                             | —                             | —                             | —                             | 97                            | - : +500,000 | | Camp Rock                                   |
| "We'll Be a Dream" (com We the Kings)                                   | 2010 | 76                            | —                             | —                             | —                             | —                             | —                             | —                             | —                             | —                             | —                             | - : +500,000 - : 304,000 | | Smile Kid                                   |
| "Somebody to You" (The Vamps com Demi Lovato)                           | 2014 | 110                           | 14                            | 68                            | 143                           | —                             | 10                            | —                             | 17                            | 1                             | 4                             | - : +1,350,000 - : 700,000 - : 315,000 - : 70,000 - : 7,500 | - : Platina - : Prata - : Ouro - : Ouro | Meet the Vamps                              |
| "Up" (Olly Murs com Demi Lovato)                                        | 2014 | —                             | 14                            | —                             | —                             | 17                            | 3                             | 15                            | 9                             | 3                             | 4                             | - : +1,450,000 - : 780,000 - : 270,000 - : 150,000 - : 25,000 - : 7,500 | - : Platina - : Platina - : Ouro - : Platina | Never Been Better                           |
| "Irresistible" (Remix) (Fall Out Boy com Demi Lovato)                   | 2015 | 48                            | —                             | —                             | 82                            | —                             | —                             | —                             | —                             | —                             | 70                            | - : +1,320,000 - : 1,100,000 - : 150,000 | - : Platina | Make America Psycho Again (Versão japonesa) |
| "Without a Fight" (Brad Paisley com Demi Lovato)                        | 2016 | 105                           | —                             | —                             | —                             | —                             | —                             | —                             | —                             | —                             | —                             | - : +280,000 - : 200,000 | | Love and War                                |
| "No Promises" (Cheat Codes com Demi Lovato)                             | 2017 | 38                            | 17                            | 34                            | 163                           | 40                            | 16                            | 45                            | 20                            | 19                            | 18                            | - : +4,000,000 - : 1,175,000 - : 165,000 - : 50.000 - : 15,000 - : 40,000 - : 10,000 - : 40,000 - : 600,000 - : 30,000 - : 15,000 - : 15,000 - : 30,000 - : 200,000 - : 10,000 - : 5,000      | - : Platina - : 2× Platina - : Platina - : Platina - : Platina - : Platina - : Platina - : Platina - : Ouro - : Ouro - : Ouro - : Ouro - : Ouro - : Ouro - : Ouro | Não adicionado à nenhum álbum               |
| "Instruction" (Jax Jones com Demi Lovato & Stefflon Don)                | 2017 | —                             | 72                            | —                             | —                             | —                             | 29                            | —                             | —                             | —                             | 13                            | - : +1,500,000 - : 380,000 - : 125,000 | - : Ouro - : Ouro | Snacks (Supersize)                          |
| "I Believe" (DJ Khaled com Demi Lovato)                                 | 2018 | —                             | —                             | —                             | —                             | —                             | —                             | —                             | —                             | —                             | —                             | | | Uma Dobra no Tempo (trilha sonora)          |
| "Fall in Line" (Christina Aguilera com Demi Lovato)                     | 2018 | —                             | —                             | 97                            | 130                           | —                             | —                             | —                             | —                             | 56                            | 99                            | | | Liberation                                  |
| "Solo" (Clean Bandit com Demi Lovato)                                   | 2018 | 97                            | 7                             | 25                            | 27                            | 1                             | 1                             | 20                            | 24                            | 2                             | 1                             | - : +1,346,00 - : 270,000 - : 250,000 - : 15,000 - : 34,000 - : 10,000 - : 34,000 - : 32,000 - : 24,000 - : 38,000 - : 5,000 - : 9,000 - : 120,000 - : 28,000 - : 9,000 - : 36,000 - : 30,000 | | What Is Love?                               |
| "Monsters" (remix) (All Time Low com Demi Lovato e Blackbear)           | 2020 | 55                            | —                             | —                             | —                             | —                             | —                             | —                             | —                             | —                             | —                             | | | Não adicionado à nenhum álbum               |
| "Breakdown" (G-Eazy com Demi Lovato)                                    | 2021 | —                             | —                             | —                             | —                             | —                             | —                             | —                             | —                             | —                             | —                             | | | These Things Happen Too                     |
| "FIIMY (Fuck It, I Miss You)" (Winnetka Bowling League com Demi Lovato) | 2022 | —                             | —                             | —                             | —                             | —                             | —                             | —                             | —                             | —                             | —                             | | | Pulp                                        |
| "Eve, Psyche & the Bluebeard's Wife" (Le Sserafim com Demi Lovato)      | 2023 | —                             | —                             | —                             | —                             | —                             | —                             | —                             | —                             | —                             | —                             | | | Não adicionado à nenhum álbum               |
| "Papa Was a Rolling Stone" (Slash com Demi Lovato)                      | 2024 | —                             | —                             | —                             | —                             | —                             | —                             | —                             | —                             | —                             | —                             | | | Orgy of the Damned                          |

### Singlespromocionais
| "Moves Me"                                                                                    | 2008 | —   | —   | Não adicionado à nenhum álbum                               |
| "That's How You Know"                                                                         | 2008 | —   | —   | Disneymania 6                                               |
| "Send It On" (por Disney's Friends for Change)                                                | 2009 | 20  | —   | Não adicionado à nenhum álbum                               |
| "Catch Me"                                                                                    | 2009 | 89  | —   | Here We Go Again                                            |
| "Bounce" (com Jonas Brothers com participação de Big Rob)                                     | 2009 | —   | —   | Não adicionado à nenhum álbum                               |
| "Gift of a Friend"                                                                            | 2009 | —   | —   | Tinker Bell and the Lost Treasure                           |
| "Make a Wave" (com Joe Jonas)                                                                 | 2010 | 84  | —   | Não adicionado à nenhum álbum                               |
| "Can't Back Down"                                                                             | 2010 | —   | 178 | Camp Rock 2: The Final Jam                                  |
| "It's On" (com o elenco de Camp Rock)                                                         | 2010 | —   | —   | Camp Rock 2: The Final Jam                                  |
| "Me, Myself and Time"                                                                         | 2010 | 107 | —   | Sonny with a Chance                                         |
| "I Hate You, Don't Leave Me"                                                                  | 2014 | —   | —   | Demi                                                        |
| "You Don't Do It for Me Anymore"                                                              | 2017 | —   | —   | Tell Me You Love Me                                         |
| "Sexy Dirty Love"                                                                             | 2017 | —   | —   | Tell Me You Love Me                                         |
| "Don't Go Breaking My Heart" (Q-Tip com Demi Lovato)                                          | 2018 | —   | —   | Revamp: Reimagining the Songs of Elton John & Bernie Taupin |
| "Unforgettable (Tommy's Song)"                                                                | 2021 | —   | —   | Não adicionado à nenhum álbum                               |
| "Sorry Not Sorry (Rock Version)" (com Slash)                                                  | 2023 | —   | —   | Revamped                                                    |
| "Let Me Down Easy" (com Daisy Jones & the Six)                                                | 2023 | —   | —   | Aurora (Super Deluxe)                                       |
| "Confident (Rock Version)"                                                                    | 2023 | —   | —   | Revamped                                                    |
| ""You'll Be OK, Kid""                                                                         | 2024 | —   | —   | Não adicionado à nenhum álbum                               |
| "—" denota singles que não posicionaram nas paradas musicais ou não foram lançados na região. |      |     |     |                                                             |

### Outras canções
| "Who Will I Be"                                               | 2008 | 101 | 80 | —  | 169 | Camp Rock                             |
| "On the Line" (com Jonas Brothers)                            | 2008 | 100 | —  | —  | —   | Don't Forget                          |
| "One and the Same" (com Selena Gomez)                         | 2009 | 82  | —  | —  | —   | Disney Channel Playlist               |
| "Fix a Heart"                                                 | 2011 | 69  | 78 | —  | —   | Unbroken                              |
| "Unbroken"                                                    | 2011 | 98  | —  | —  | —   | Unbroken                              |
| "All Night Long" (com Missy Elliott e Timbaland)              | 2011 | 124 | —  | —  | —   | Unbroken                              |
| "Lightweight"                                                 | 2011 | 123 | —  | —  | —   | Unbroken                              |
| "Warrior"                                                     | 2013 | 125 | —  | —  | —   | Demi                                  |
| "Heart by Heart"                                              | 2013 | —   | —  | 86 | 115 | The Mortal Instruments: City of Bones |
| "—" denota canções que não posicionaram nas paradas musicais. |      |     |    |    |     |                                       |

## Outras aparições
| Canção                    | Ano  | Outro(s) Artista(s) | Álbum                                 |
| ------------------------- | ---- | ------------------- | ------------------------------------- |
| "Wonderful Christmastime" | 2008 | Nenhum              | All Wrapped Up                        |
| "One and the Same"        | 2008 | Selena Gomez        | Disney Channel Playlist               |
| "Gonna Get Caught"        | 2009 | Nenhum              | Lulz: A Corruption of LOL - Vol. VII  |
| "What to Do"              | 2010 | Nenhum              | Sunny Entre Estrelas                  |
| "Work of Art"             | 2010 | Nenhum              | Sunny Entre Estrelas                  |
| "So Far, So Great"        | 2010 | Nenhum              | Sunny Entre Estrelas                  |
| "Why Don't You Love Me?"  | 2011 | Hot Chelle Rae      | Whatever                              |
| "Here Comes the Sun"      | 2013 | Glee                | Glee Sings The Beatles                |
| "Roar"                    | 2013 | Glee                | A Katy or a Gaga                      |
| "Heart by Heart"          | 2013 | Nenhum              | The Mortal Instruments: City of Bones |
| "Avalanche"               | 2014 | Nick Jonas          | Nick Jonas                            |
| "I Will Survive"          | 2016 | Nenhum              | Angry Birds: O Filme                  |

## Videoclipes
| Ano  | Título                                                                                               | Diretor(es)                            | Álbum                                                            |
| ---- | --- | -------------------------------------- | ---------------------------------------------------------------- |
| 2008 | "Get Back"                                                                                           | Philip Andelman                        | Don't Forget                                                     |
| 2008 | "La La Land"                                                                                         | Brendan Malloy e TimTim Wheeler        | Don't Forget                                                     |
| 2009 | "Lo Que Soy"                                                                                         | Edgar Romero                           | Don't Forget                                                     |
| 2009 | "Don't Forget"                                                                                       | Robert Hales                           | Don't Forget                                                     |
| 2009 | "One and the Same"(com Selena Gomez)                                                                 | Allison Liddi-Brown                    | Disney Channel Playlist                                          |
| 2009 | "Here We Go Again"                                                                                   | Brendan Malloy e TimTim Wheeler        | Here We Go Again                                                 |
| 2009 | "Send It On"                                                                                         | Desconhecido                           | Single sem álbum                                                 |
| 2009 | "Gift of a Friend"                                                                                   | Desconhecido                           | Here We Go Again Tinker Bell and the Lost Treasure DisneyMania 7 |
| 2009 | "Remember December"                                                                                  | Tim Wheeler                            | Here We Go Again                                                 |
| 2009 | "Bounce"(com Jonas Brothers)                                                                         | JBD Productions                        | It's Teen                                                        |
| 2010 | "Make a Wave"(com Joe Jonas)                                                                         | Desconhecido                           | Single sem álbum                                                 |
| 2010 | "We'll Be a Dream"(com We the Kings)                                                                 | Raul B. Fernandez                      | Smile, Kid                                                       |
| 2010 | "It's On"                                                                                            | Brandon Dickerson                      | Camp Rock 2                                                      |
| 2011 | "Skyscraper"                                                                                         | Mark Pellington                        | Unbroken                                                         |
| 2012 | "Give Your Heart a Break"                                                                            | Justin Francis                         | Unbroken                                                         |
| 2013 | "Heart Attack"                                                                                       | Chris Applebaum                        | Demi                                                             |
| 2013 | "Made In The USA"                                                                                    | Demi Lovato e Ryan Pallota             | Demi                                                             |
| 2013 | "Let It Go"                                                                                          | Declan Whitebloom                      | Frozen                                                           |
| 2013 | "Neon Lights"                                                                                        | Ryan Pallota                           | Demi                                                             |
| 2014 | "Somebody to You"(com The Vamps)                                                                     | Emil Nava                              | Meet the Vamps                                                   |
| 2014 | "Really Don't Care"                                                                                  | Ryan Pallota                           | Demi                                                             |
| 2014 | "Up" (com Olly Murs)                                                                                 | Ben e Gabe Turner                      | Never Been Better                                                |
| 2014 | "Nightingale"                                                                                        | Black Coffee                           | Demi                                                             |
| 2015 | "Cool For The Summer"                                                                                | Hannah Lux Davis                       | Confident                                                        |
| 2015 | "Confident                                                                                           | Robert Rodriguez                       | Confident                                                        |
| 2015 | "Stone Cold"                                                                                         | Patrick Ecclesine                      | Confident                                                        |
| 2015 | "Waitin For You" (com Sirah)                                                                         | Black Coffee                           | Confident                                                        |
| 2016 | Without a Fight (com Brad Paisley) Irresistible (com Fall Out Boy)                                   | Jeff Venable Desconhecido              | Single                                                           |
| 2017 | "No Promises" (com Cheat Codes)                                                                      | Hannah Lux Davis                       |                                                                  |
| 2017 | "Instruction" (Com Jax Jones, Stefflon Don)                                                          | Desconhecido                           |                                                                  |
| 2017 | "Sorry Not Sorry"                                                                                    | Hannah Lux Davis                       | Tell Me You Love Me                                              |
| 2017 | "Tell Me You Love Me"                                                                                | Mark Pellington                        | Tell Me You Love Me                                              |
| 2017 | "Échame La Culpa" (com Luis Fonsi)                                                                   | Desconhecido                           |                                                                  |
| 2018 | Don't Go Breaking My Heart (com Q-Tip) Fall in Line (com Christina Aguilera) Solo (com Clean Bandit) | Desconhecido Luke Gilford Grace Chatto | Single                                                           |